# تورفان

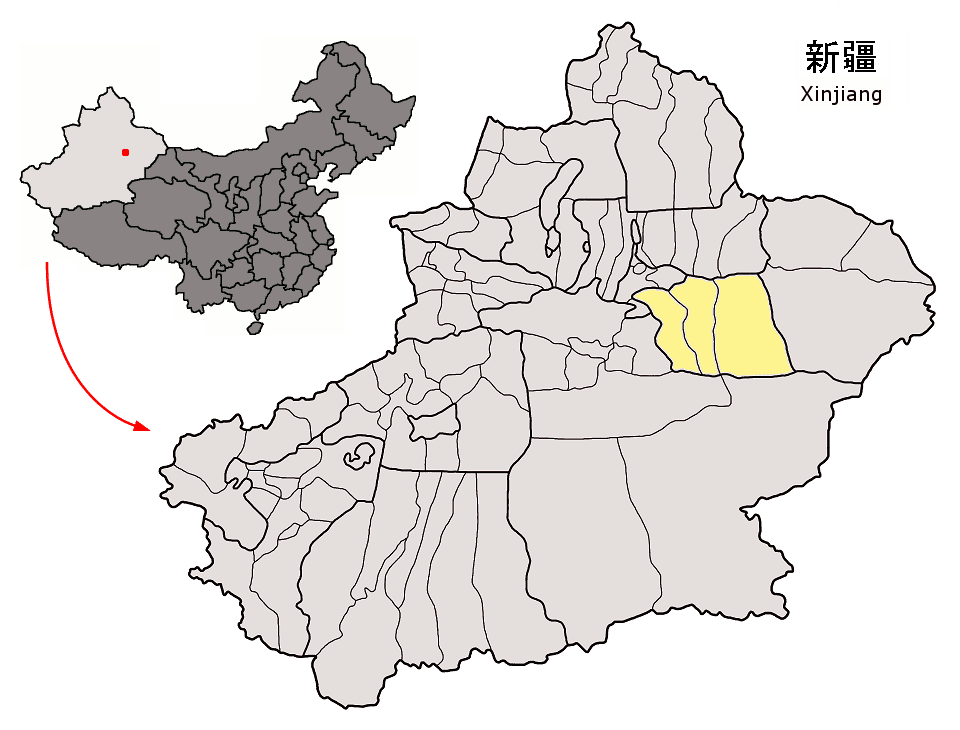
شهرستان تورفان در سین‌کیانگ

تورفان یا تُرفان یا طُرفان شهری واحه‌ای و منطقهٔ شهری تابع «شهر در سطح ولایت تورفان» در شرق ناحیه خودگردان سین‌کیانگ، در کشور چین است.
برای تمیز قائل شدن بین شهر تورفان و واحد تقسیمات اداری مافوق موسوم به «شهر در سطح ولایت» تورفان، نام رسمی منطقهٔ شهری تورفان، منطقه قره‌خواجه (به اویغوری: قاراھوجا رايونى) و یا منطقه گائوچانگ (به چینی: 高昌区، به پین‌یین: Gāochāng Qū) است. نام این منطقه، اشاره به قره‌خواجه، شهر و اثر باستانی خشتی بر سر راه تاریخی ابریشم در ۳۰ کیلومتری شهر تورفان اشاره دارد.
جمعیت تورفان در سال ۲۰۰۳ میلادی ۵۷۰ هزار نفر بود که اکثریت قریب به اتفاق آن ترکان اویغور بودند.

## جمعیت
| ترکیب قومیتی منطقه قره‌خواجه | ترکیب قومیتی منطقه قره‌خواجه | ترکیب قومیتی منطقه قره‌خواجه | ترکیب قومیتی منطقه قره‌خواجه | ترکیب قومیتی منطقه قره‌خواجه |
| --------------------------- | --------------------------- | --------------------------- | --------------------------- | --------------------------- |
| قومیت                       | قومیت                       |                             | درصد                        | درصد                        |
| اویغور                      | اویغور                      |                             | ۷۷٫۴٪                       | ۷۷٫۴٪                       |
| هان                         | هان                         |                             | ۱۵٫۷٪                       | ۱۵٫۷٪                       |
| هوئی                        | هوئی                        |                             | ۶٫۶٪                        | ۶٫۶٪                        |
| سایر                        | سایر                        |                             | ۰٫۳٪                        | ۰٫۳٪                        |
| منبع سرشماری جمعیت :        |                             |                             |                             |                             |

## پیشینه

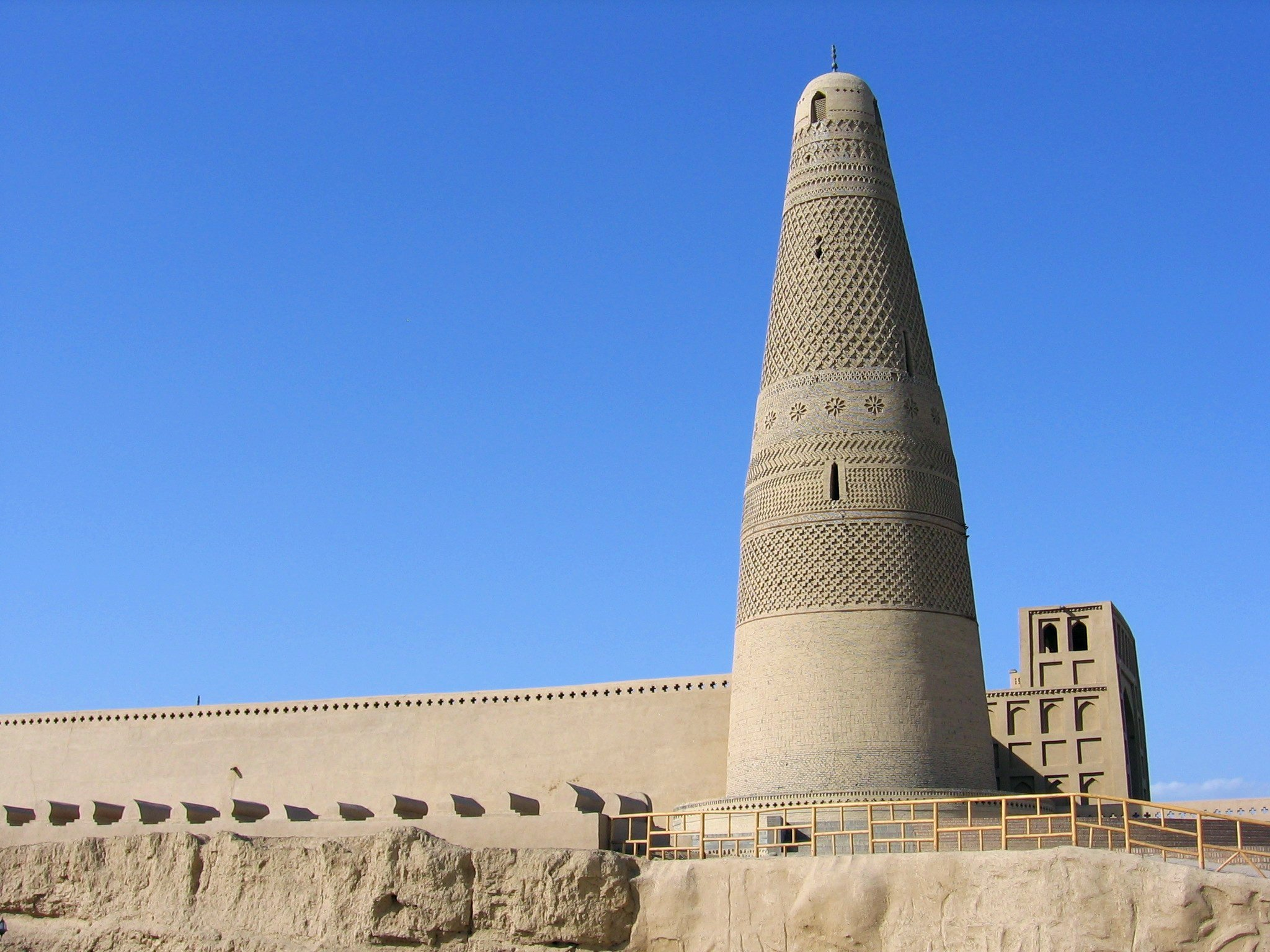
مناره و مسجد امین

ناحیه تورفان از زمان‌های قدیم هم از جهت اینکه واسطه داد و ستد بین چین و مغرب بود، و هم از لحاظ سیاسی اهمیت داشت.
در دوران پیشاتاریخ، ساکنان تورفان و شهرهای دیگر منطقه مانند لولان و کوچه، از قوم هندواروپایی تُخار بودند.
در سده ۲ پ. م این ناحیه امیرنشین بود و در ۶۰ پ. م چینی‌ها این امیرنشین را برانداختند. در هزاره اول میلادی ناحیه تورفان مرکز تمدن پرقدرتی بود که عناصر هندی و ایرانی در آن درهم آمیخته بود. در منابع چینی نام تورفان (به‌صورت تولوفن) اول بار در سال ۱۳۷۷م، و در منابع فارسی گویا اول بار در حدودالعالم (به‌صورت تصحیف شده طفقان) و نیز بعدها در جامع‌التواریخ رشیدی ذکر شده‌است.
اهمیت تاریخی تورفان، اساساً به دوره پیش از اسلامی آن بازمی‌گردد. موقعیت تورفان وامدار قرار گرفتنش در مسیر جاده ابریشم است که از زمان باستان تا پایان سده‌های میانی، میان چین و غرب و هند، مبادله تجاری و فرهنگی برقرار می‌کرد. اسلامی شدن جمعیت این شهر و منطقه، بر خلاف بیشتر بخش‌های دیگر دارالاسلام، بعدها و بتدریج از پایان سده چهاردهم میلادی تا اوایل سده شانزدهم میلادی صورت گرفت. به علاوه جز در دوره کوتاهی از سده شانزدهم میلادی و اوایل سده هفدهم میلادی و دوره کوتاهتری در سده نوزدهم میلادی، تورفان اسلامی زیر سیطره غیرمسلمان‌ها، نخست جونغارهای بودایی و پس از آن چینی‌ها، بود. این منطقه برای متن شناسان اهمیت ویژه‌ای دارد، زیرا باستان شناسان کشورهای گوناگون، به ویژه آلمان متن‌های ایرانی باستان را در آنجا یافتند.

## طومارهای مکشوفه تورفان
تعداد زیادی از کتاب‌ها و نوشته‌ها به این زبان با خط اویغوری در دست است. در اواخر قرن نوزده میلادی تعداد زیادی از کتاب‌های مانوی به خط و زبان اویغوری از غاری در نزدیکی شهر تورفان کشف شد.
قضیه چنین است که در صحرای گوبی در آسیای مرکزی چندین شهر تمام در نتیجه توفان زیر شن رفته و مردم آن شهرها سرزمین خود را رها کرده و از آن جا رفتند و خانه‌های ایشان هم چنان در زیر شن ماند. از اواخر قرن نوزدهم میلادی برخی از مسافران متوجه شدند که کاغذ پاره‌هایی گاهی از زیر شن‌ها بیرون می‌آید و بومیان برخی از آن‌ها را به جای شیشه در و پنجره به کار می‌برند و خطوطی بر آن هست. انجمن جغرافیایی سن پترزبورگ از سال ۱۸۹۳ تا ۱۸۹۵ در آن جا حفاری علمی‌کرد و سه سال دکتر کلمنتز فرستاده فرهنگستان علوم روسیه دنباله کار را گرفت و سپس چند تن دیگر از دانشمندان روسی در آن جا کار کردند. جایی که در آن حفاری کردند در شمال تورفان یعنی در جایگاه شهری است که پیش تر به آن کوشان می‌گفتند و مردم محلی به آن خوچو و مردم چین به آن کائو چانگ می‌گفتند.
پس از چندی دولت آلمان دسته‌ای از دانشمندان خود را سه بار پی در پی به آن جا فرستاد. در ۱۹۰۲ هیئتی به ریاست گرونودل با اعانه فرهنگستان علوم مونیخ، در سال ۱۹۰۴ هیئت دیگری به ریاست فن لو کوک به سرپرستی فرهنگستان برلین و در ۱۹۰۵ هیئت سومی به ریاست گرونودل و عضویت فن لو کوک به آن جا رفتند. سرانجام هیئت دیگری از فرانسه به ریاست پول پلیو مأمور این کار شد و نتایج مهم‌تری به دست آمد. از آن جمله در غاری در دون‌هوانگ (تون هوانگ) یک جایگاه پنهانی کشف کردند و طومارهای خطی بسیار گران بها در آن جا یافتند که اکنون در کتاب‌خانه پاریس است.
در میان اسنادی که به دست آمده تعدادی متون مانوی است که کارل زالمان دانشمند مشهور روسی و مولر دانشمند آلمانی متون زبان فارسی آن و رادلف دانشمند روسی و فن لو کوک دانشمند آلمانی متون ترکی آن‌ها را با رنج فراوان خوانده‌اند. در میان متن‌های ترکی کتابی است دربارهٔ اعتراف به گناه در دین مانی که باستان‌شناس معروف مجار اورل استاین که بیش تر در هندوستان می‌زیسته به دست آورده‌است. در میان طومارهایی که در دون‌هوانگ به دست آورده‌اند و مسافران اروپایی نتوانسته‌اند با خود ببرند و دولت چین آن‌ها را به پکن برده و در کتاب‌خانه مخصوصی که در آن جا ترتیب داده گذارده‌است، طومار بزرگی است که به‌طور نسبی کامل است و چیزی از آن از میان نرفته‌است. شاوان و پلیو دانشمندان فرانسوی پی برده‌اند که این طومار یکی از کتاب‌های مانوی است و تفسیر آن را در مجله آسیایی پاریس منتشر کرده‌اند. اسناد دیگر به زبان‌های پارسی باستان و سغدی و چینی است.
یافته‌های باستان‌شناسی دربارۀ مانویت شامل قطعاتی از انجیل گمشدۀ مانی و بخشی از ادبیات مانوی نوشته شده به فارسی میانه، پارتی، سغدی، ترکی کهن و حتى چینی است. متنی نیز دربارۀ کیهان‌شناسی مانوی یافت شده است که اطلاعات ارزنده‌ای در اختیار محققان قرار می‌دهد؛ همچنین تصویری از تخت مربوط به جشن بِما در تورفان پیدا شده است. در کتابخانۀ یک صومعۀ ویران نسطوری در بولاییق (شمال تورفان) روایتهای سغدی انجیل، داستانهایی از آباء کلیسا و حکایتهایی از زندگی شهدا و قدیسان مسیحی به زبان سغدی و خط سریانی کشف شد. در یارخوتو دو متن سغدی بودایی کشف گردید که بر تداوم دین بودا در آن سامان دلالت دارد. به لحاظ اسناد مربوط به زبانهای ایرانی ۳ منطقۀ خوچو به نام مورتوق، سنگیم و تویوق اهمیت بیشتری دارند. در خرابه‌های تویوق معبد بزرگی با چشم‌انداز زیبا توسط لوکوک کشف شد که از کتابخانۀ نیمه‌ویران آن گنجینۀ گرانبهایی از دست‌نویسهای مانوی، مسیحی و بودایی به دست آمد. در این میان یکی از کهن‌ترین نوشته‌های زبان فارسی به خط مانوی توجه دنیای دانش و فرهنگ زبان فارسی را جلب کرد. بیشتر آثار کشف شده در تورفان چند سده پس از نامه‌های باستانی سغدی نوشته شده‌اند. نامه‌های سغدی مانوی بر رواج این زبان تا سدۀ ۴ق/ ۱۰ م در ناحیۀ تورفان گواهی می‌دهد. از دیگر یافته‌ها در تورفان می‌توان به قطعاتی از شاریپوترَپرَکَرَنه، یکی از نمایشنامه‌های سنسکریتِ اَشوَگهُشه، شاعر و نمایشنامه‌نویس بزرگ هند، اشاره کرد. همچنین متون چینی بسیاری در این منطقه کشف شد و در ۱۹۰۰ میلادی، راهبی دائویی دست‌نویسهای بسیاری در آنجا پیدا کرد. نیز ۷ قطعه به زبان بلخی در ناحیۀ تورفان یافت شده است که احتمالاً به سده‌های ۷ تا ۹م تعلق دارند.

## تقسیمات اداری
منطقه قره‌خواجه متشکل از ۴ ناحیه، ۵ شهرک، ۳ قصبه، ۱ میدان بذرکاری، و ۱ هنگ بینگتوان است. 
- ناحیه کهنه‌شهر (به اویغوری: كونا شەھەر كوچا باشقارمىسى‎)(به چینی:‌ 老城街道، به پین‌یین: Lǎochéng Jiēdào)
- ناحیه قره‌خواجه (به اویغوری: قاراھوجا كوچا باشقارمىسى‎)(به چینی:‌ 高昌街道، به پین‌یین: Gāochāng Jiēdào)
- ناحیه بویلوق (به اویغوری: بۇيلۇق كوچا باشقارمىسى‎)(به چینی:‌ 葡萄沟街道، به پین‌یین: Pútáogōu Jiēdào)
- ناحیه جوی یولغون (به اویغوری: يۇلغۇن ئېغىن كوچا باشقارمىسى‎)(به چینی:‌ 红柳河街道، به پین‌یین: Hóngliǔhé Jiēdào)

- شهرک چیچان (به اویغوری: چىچان بازىرى)(به چینی:‌ 七泉湖镇، به پین‌یین: Qīquánhú Zhèn)
- شهرک داهه‌یان (به اویغوری: داخىيەن بازىرى)(به چینی:‌ 大河沿镇، به پین‌یین: Dàhéyán Zhèn)
- شهرک یار (به اویغوری: يار بازىرى)(به چینی:‌ 亚尔镇، به پین‌یین: Yà'ěr Zhèn)
- شهرک آیدینگ‌کول (به اویغوری: ئايدىڭكۆل بازىرى)(به چینی:‌ 艾丁湖镇، به پین‌یین: Àidīnghú Zhèn)
- شهرک اورومچیلیک / پوتائو (به اویغوری: ئۈرۈمچىلىك بازىرى)(به چینی:‌ 葡萄镇، به پین‌یین: Pútáo Zhèn)
- شهرک یالقون‌تاغ (به اویغوری: يالقۇنتاغ بازىرى)(به چینی:‌ 火焰山镇، به پین‌یین: Huǒyànshān Zhèn)

- قصبه چاتقال (به اویغوری: چاتقال يېزىسى)(به چینی:‌ 恰特喀勒乡، به پین‌یین: Qiàtèkālè Xiāng)
- قصبه آستانه / سانپو (به اویغوری: ئاستانە يېزىسى)(به چینی:‌ 三堡乡، به پین‌یین: Sānpù Xiāng)
- قصبه سینگیم (به اویغوری: سىڭگىم يېزىسى)(به چینی:‌ 胜金乡، به پین‌یین: Shèngjīn Xiāng)

- میدان پرورش بذر پایه تورفان (به اویغوری: تۇرپان ئەسلى ئۇرۇقچىلىق مەيدانى)(به چینی:‌ 吐鲁番原种场، به پین‌یین: Tǔlǔfān Yuánzhǒngcháng)

- هنگ ۲۲۱ بینگتوان (به اویغوری: 221-تۇەن مەيدانى)(به چینی:‌ 兵团二二一团، به پین‌یین: Bīngtuán 221 Tuán)